# 城西乡 (大竹县)
城西乡，是中华人民共和国四川省达州市大竹县曾经下辖的一个乡。2019年12月，撤销城西乡，将其所属行政区域划归中华镇管辖。

## 行政区划
城西乡撤销前下辖以下地区：
街道社区、黄荆村、马龙村、垭角铺村、竹溪村、茶园村和九盘村。